# Euphyia lateraria
Euphyia lateraria là một loài bướm đêm trong họ Geometridae.